# TOM1L1
TOM1L1‏ (Target of myb1 like 1 membrane trafficking protein) هوَ بروتين يُشَفر بواسطة جين TOM1L1 في الإنسان.